# Bouxières-aux-Dames
Bouxières-aux-Dames település Franciaországban, Meurthe-et-Moselle megyében. Lakosainak száma 4122 fő (2022. január 1.). Bouxières-aux-Dames Champigneulles, Custines, Faulx, Frouard, Lay-Saint-Christophe és Malleloy községekkel határos.

## Népesség
A település népességének változása:
| Lakosok száma | 2317 | 4817 | 4124 | 4035 | 4171 | 4189 | 4216 | 4193 | 4147 | 4122 |
|               | 1968 | 1982 | 1999 | 2006 | 2011 | 2015 | 2017 | 2018 | 2020 | 2022 |